# 攀枝花市第七高级中学校
攀枝花市第七高级中学校（原攀钢一中）又称攀枝花七中，是位于四川省攀枝花市的公立学校。学校始建于1981年，当时称为攀枝花钢铁集团公司第一中学（攀钢一中），后于2005年移交给市政府，更名为攀枝花市第七高级中学。